# Film svedesi proposti per l'Oscar al miglior film straniero
La Svezia ha presentato film per la categoria "miglior film in lingua straniera" fin dalla prima apparizione di questa categoria, nel 1956. La Svezia è la quinta nazione per numero di nomination ricevute (16), dopo Francia, Italia, Spagna e Germania mentre le vittorie sono state tre.
Tutti e tre i premi conquistati da film svedesi sono stati diretti da Ingmar Bergman.
Anche altri due registi hanno ricevuto la nomination all'Oscar per tre volte ma senza mai riuscire a conquistare il riconoscimento: Bo Widerberg e Jan Troell.
La selezione del film avviene annualmente per opera della giuria del Guldbagge Award, il premio assegnato dall'Istituto cinematografico svedese.

## Candidature
| Anno | Film | Regia                | Risultato     |
| ---- | --- | -------------------- | ------------- |
| 1957 | Ratataa | Hasse Ekman          | Non candidato |
| 1958 | Il settimo sigillo (Det sjunde inseglet)                                                                   | Ingmar Bergman       | Non candidato |
| 1959 | Il volto (Ansiktet)                                                                                        | Ingmar Bergman       | Non candidato |
| 1961 | La fontana della vergine (Jungfrukällan)                                                                   | Ingmar Bergman       | Vincitore     |
| 1962 | Come in uno specchio (Såsom i en spegel)                                                                   | Ingmar Bergman       | Vincitore     |
| 1963 | L'amante (Älskarinnan)                                                                                     | Vilgot Sjöman        | Non candidato |
| 1964 | Il silenzio (Tystnaden)                                                                                    | Ingmar Bergman       | Non candidato |
| 1965 | Kvarteret Korpen                                                                                           | Bo Widerberg         | Candidato     |
| 1966 | Il mio caro John (Käre John)                                                                               | Lars-Magnus Lindgren | Candidato     |
| 1967 | Persona | Ingmar Bergman       | Non candidato |
| 1968 | Questa è la tua vita (Här har du ditt liv)                                                                 | Jan Troell           | Non candidato |
| 1969 | La vergogna (Skammen)                                                                                      | Jan Troell           | Non candidato |
| 1970 | Adalen 31 (Ådalen 31)                                                                                      | Bo Widerberg         | Candidato     |
| 1971 | En kärlekshistoria                                                                                         | Roy Andersson        | Non candidato |
| 1972 | Karl e Kristina (Utvandrarna)                                                                              | Jan Troell           | Candidato     |
| 1973 | La nuova terra (Nybyggarna)                                                                                | Jan Troell           | Candidato     |
| 1977 | Mina drömmars stad                                                                                         | Ingvar Skogsberg     | Non candidato |
| 1978 | L'uomo sul tetto (Mannen på taket)                                                                         | Bo Widerberg         | Non candidato |
| 1980 | Ett anständigt liv                                                                                         | Stefan Jarl          | Non candidato |
| 1981 | Herr Puntila och hans dräng Matti                                                                          | Ralf Långbacka       | Non candidato |
| 1982 | Barnens ö                                                                                                  | Kay Pollak           | Non candidato |
| 1983 | Il volo dell'aquila (Ingenjör Andrées luftfärd)                                                            | Jan Troell           | Candidato     |
| 1984 | Fanny e Alexander (Fanny och Alexander)                                                                    | Ingmar Bergman       | Vincitore     |
| 1985 | Åke och hans värld                                                                                         | Allan Edwall         | Non candidato |
| 1986 | Ronja Rövardotter                                                                                          | Tage Danielsson      | Non candidato |
| 1987 | Sacrificio (Offret)                                                                                        | Andrej Tarkovskij    | Non candidato |
| 1988 | Hip hip hurra!                                                                                             | Kjell Grede          | Non candidato |
| 1990 | Kvinnorna på taket                                                                                         | Carl-Gustav Nykvist  | Non candidato |
| 1991 | God afton, Herr Wallenberg                                                                                 | Kjell Grede          | Non candidato |
| 1992 | Il bue (Oxen)                                                                                              | Sven Nykvist         | Candidato     |
| 1993 | Änglagård                                                                                                  | Colin Nutley         | Non candidato |
| 1994 | Colpo di fionda (Kådisbellan)                                                                              | Åke Sandgren         | Non candidato |
| 1995 | Sista dansen                                                                                               | Colin Nutley         | Non candidato |
| 1996 | Passioni proibite (Lust och fägring stor)                                                                  | Bo Widerberg         | Candidato     |
| 1997 | Jerusalem                                                                                                  | Bille August         | Non candidato |
| 1998 | Tic Tac | Daniel Alfredson     | Non candidato |
| 1999 | Fucking Åmål - Il coraggio di amare (Fucking Åmål)                                                         | Lukas Moodysson      | Non candidato |
| 2000 | Sotto il sole (Under solen)                                                                                | Colin Nutley         | Candidato     |
| 2001 | Canzoni del secondo piano (Sånger från andra våningen)                                                     | Roy Andersson        | Non candidato |
| 2002 | Jalla! Jalla!                                                                                              | Josef Fares          | Non candidato |
| 2003 | Lilja 4-ever                                                                                               | Lukas Moodysson      | Non candidato |
| 2004 | Evil - Il ribelle (Ondskan)                                                                                | Mikael Håfström      | Candidato     |
| 2005 | As It Is in Heaven (Så som i himmelen)                                                                     | Kay Pollak           | Candidato     |
| 2006 | Zozo | Josef Fares          | Non candidato |
| 2007 | Falkenberg Farewell (Farväl Falkenberg)                                                                    | Jesper Ganslandt     | Non candidato |
| 2008 | You, the Living (Du levande)                                                                               | Roy Andersson        | Non candidato |
| 2009 | Maria Larssons eviga ögonblick                                                                             | Jan Troell           | Short-list    |
| 2010 | Involuntary (De ofrivilliga)                                                                               | Ruben Östlund        | Non candidato |
| 2011 | Simple Simon (I rymden finns inga känslor)                                                                 | Andreas Öhman        | Short-list    |
| 2012 | Beyond (Svinalängorna)                                                                                     | Pernilla August      | Non candidato |
| 2013 | L'ipnotista (Hypnotisören)                                                                                 | Lasse Hallström      | Non candidato |
| 2014 | Forza maggiore (Turist)                                                                                    | Ruben Östlund        | Short-list    |
| 2016 | Un piccione seduto su un ramo riflette sull'esistenza (En duva satt på en gren och funderade på tillvaron) | Roy Andersson        | Non candidato |
| 2017 | Mr. Ove (En man som heter Ove)                                                                             | Hannes Holm          | Candidato     |
| 2018 | The Square                                                                                                 | Ruben Östlund        | Candidato     |
| 2019 | Border - Creature di confine (Gräns)                                                                       | Ali Abbasi           | Non candidato |
| 2020 | And Then We Danced (Da chven vitsekvet)                                                                    | Levan Akin           | Non candidato |
| 2021 | Charter | Amanda Kernell       | Non candidato |
| 2022 | Tigers (Tigrar)                                                                                            | Ronnie Sandahl       | Non candidato |
| 2023 | La cospirazione del Cairo (Boy from Heaven)                                                                | Tarik Saleh          | Short-list    |

| Non candidato | Il film è stato proposto dalla Svezia, ma non è stato candidato dall'Academy of Motion Picture Arts and Sciences. |
| Short-list    | Il film è entrato nella "short-list" stilata a gennaio dei nove candidati per l'Oscar al miglior film straniero.  |
| Candidato     | Il film è entrato a far parte dei cinque candidati per l'Oscar al miglior film straniero.                         |
| Vincitore     | Il film ha vinto l'Oscar al miglior film straniero.                                                               |